# Tussenklappen
Tussenklappen, vroeger ook Tusschenklappen of Klapstreek, is een buurtschap gelegen tussen Muntendam en Zuidbroek in de gemeente Midden-Groningen, provincie Groningen.
De naam betekent letterlijk: 'tussen de bruggen'. Een klap is Gronings voor een ophaalbrug. Tussenklappen en het aan noordzijde aangrenzende Tusschenloegen zijn gelegen aan westzijde van het in 1637 gegraven Muntendammerdiep, waar vroeger twee ophaalbruggen en vier draaibruggen te vinden waren. De weg langs de westzijde van het diep (Tussenklappen Westzijde) was van origine een scheepsjagerspad en werd in 1684 verbreed tot een weg, die in 1812 verder werd verbreed en in de 20e eeuw nogmaals om dienst te kunnen doen voor autoverkeer. De weg aan oostzijde (Tussenklappen Oostzijde) is tegenwoordig de hoofdroute tussen Zuidbroek en Muntendam, terwijl de oude weg aan westzijde is afgesloten voor doorgaand verkeer.

## Dijkdoorbraken
In 1951 liepen de polders aan beide zijden van het diep onder toen een verwaarloosde duiker onder het Muntendammerdiep (uit 1841) doorbrak. Om te voorkomen dat ook de dijk bij Zuidbroek doorbrak werden de Luchtstrijdkrachten uit de Pieter Bieremakazerne (Navigatiestation Groningen) uit Appingedam ingezet.
Het gehucht kreeg op 14 augustus 1992 landelijke bekendheid, toen bij een grondboring onder het A.G. Wildervanckkanaal een nooddijk aan overzijde van het kanaal doorbrak en een groot deel van de polder ten oosten van het diep opnieuw onder water kwam te staan.
Op 29 oktober 1998 kwam hetzelfde gebied aan oostzijde weer onder water te staan, nu echter door het ingrijpen van het waterschap. De ingreep was nodig om de hoge waterstand in de boezem, als gevolg van extreem veel regen, enigszins naar beneden te brengen. De zogenaamde Tussenklappenpolder (onderdeel van het bemalingsgebied De Munte) was daar geschikt voor omdat zich daar slechts één boerderij bevond. Het dijkje, dat in allerijl om de boerderij was aangelegd, bleek niet in staat het water te keren, waardoor deze alsnog in het water kwam te staan.